# Chorvátsky Grob
Chorvátsky Grob (węg. Horvátgurab) – słowacka wieś (obec), znajdująca się w kraju bratysławskim, w powiecie Senec.